# Scott Adkins

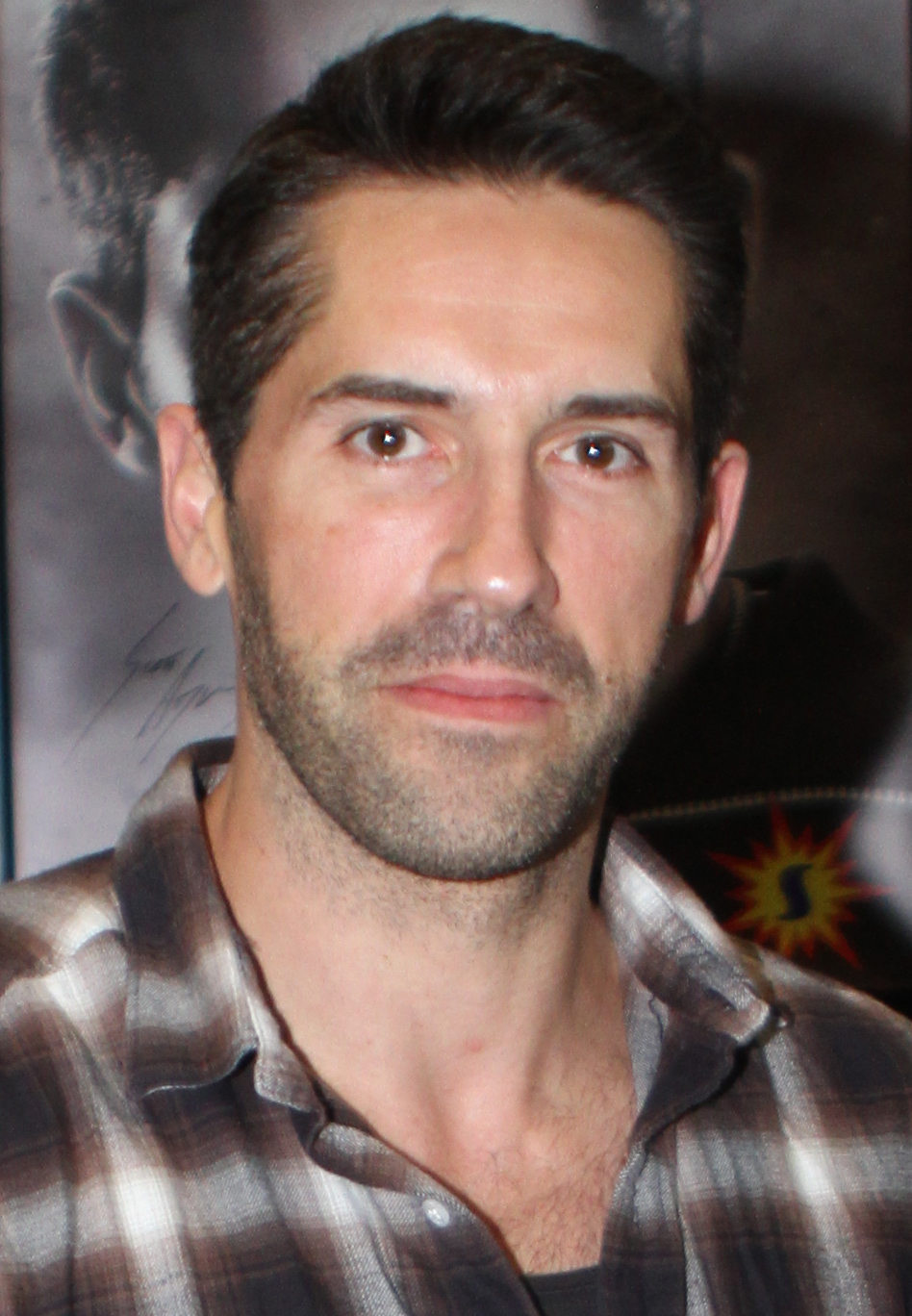
Scott Adkins (2011)

Scott Adkins (* 17. Juni 1976 in Sutton Coldfield, England) ist ein britischer Schauspieler, Kampfkünstler und Kampfsportler.

## Leben
1976 wurde Adkins als Sohn von John und Janet Adkins geboren. Mit 21 Jahren erhielt er einen Platz an der Webber Douglas Academy of Dramatic Art, welche er jedoch ohne Abschluss verließ.
Eine größere Bekanntheit erlangte er durch die Rolle als Yuri Boyka in Undisputed 2 (2006) und Undisputed III: Redemption (2010). Zudem spielte er die Hauptrolle in Filmen wie beispielsweise Ninja – Revenge Will Rise oder Universal Soldier: Day of Reckoning, dem sechsten Film der Universal-Soldier-Reihe. Bekannt ist er auch für die Nebenrolle als Hector in The Expendables 2, wo er unter anderem in einem Kampf mit Schauspieler Jason Statham zu sehen ist. Daneben hat er in vielen Martial-Arts-Filmen mitgespielt und hatte Gastrollen in Filmen wie zum Beispiel The Tournament oder Das Bourne Ultimatum. Sein Schaffen umfasst mehr als 70 Produktionen.
Regisseure, mit denen er bereits häufiger zusammenarbeitete, sind Isaac Florentine und Jesse V. Johnson.
Adkins trägt den schwarzen Gürtel in Taekwondo und hat langjährige Erfahrung im Kickboxen.
Scott Adkins wird seit vielen Jahren überwiegend von Jan-David Rönfeldt synchronisiert.

## Filmografie (Auswahl)
- 1998: Polizeiarzt Dangerfield (Dangerfield, Fernsehserie, Folge 5x07 Paths)
- 1999: City Central (Fernsehserie, Folge 2x12 Life Liberty and Pursuit)
- 2000: Doctors (Fernsehserie, 3 Folgen)
- 2001: Spion wider Willen (Te wu mi cheng)
- 2001: Pure Vengeance
- 2001: Mortal Fighters (Dei seung chui keung)
- 2002: Mutant X (Fernsehserie, Folge 2x08 Sign from Above)
- 2002: Black Mask 2: City of Masks
- 2003: EastEnders (Fernsehserie, 6 Folgen)
- 2003: Special Forces USA (Special Forces)
- 2003: Das Medaillon (The Medallion)
- 2004–2005: Mile High (Fernsehserie, 12 Folgen)
- 2005: Unleashed – Entfesselt (Danny the Dog)
- 2005: Pit Fighter
- 2005: Hollyoaks: Let Loose (Fernsehserie, 2 Folgen)
- 2006: Der rosarote Panther (The Pink Panther)
- 2006: Undisputed 2 (Undisputed II: Last Man Standing)
- 2006: Holby City (Fernsehserie, 9 Folgen)
- 2007: Das Bourne Ultimatum (The Bourne Ultimatum)
- 2008: The Shepherd (The Shepherd: Border Patrol)
- 2008: Stag Night
- 2009: The Tournament
- 2009: X-Men Origins: Wolverine
- 2009: Ninja – Revenge Will Rise (Ninja)
- 2010: Undisputed III: Redemption
- 2011: Assassination Games
- 2012: El Gringo
- 2012: The Expendables 2
- 2012: Zero Dark Thirty
- 2012: Universal Soldier: Day of Reckoning
- 2012–2014: Schwermetall Chronicles (Métal Hurlant Chronicles, Fernsehserie, 3 Folgen)
- 2013: Hooligans 3 – Never Back Down (Green Street Hooligans: Underground)
- 2013: Ninja – Pfad der Rache (Ninja: Shadow of a Tear)
- 2013: The Legendary Dragon – Der Letzte seiner Art (Legendary: Tomb of the Dragon)
- 2014: The Legend of Hercules
- 2015: Close Range
- 2015: Zero Tolerance – Auge um Auge (Zero Tolerance)
- 2015: Wolf Warrior (Zhàn Láng)
- 2016: Jarhead 3 – Die Belagerung (Jarhead 3: The Siege)
- 2016: Der Spion und sein Bruder (Grimsby)
- 2016: Das Jerico Projekt (Criminal)
- 2016: Doctor Strange
- 2016: Eliminators
- 2016: Undisputed IV – Boyka Is Back (Boyka: Undisputed IV)
- 2016: Harte Ziele 2 (Hard Target 2)
- 2017: Savage Dog
- 2017: Wolf Warrior 2 (Zhàn Láng II)
- 2017: American Assassin
- 2018: Accident Man
- 2018: Pay Day (The Debt Collector)
- 2018: Incoming
- 2018: Karmouz War
- 2019: Triple Threat
- 2019: Avengement
- 2019: Ip Man 4: The Finale (Jip Man Sei: Jyungitpin)
- 2019: Abduction
- 2020: The Debt Collector 2
- 2020: Legacy of Lies
- 2020: Seized – Gekidnappt (Seized)
- 2020: Dead Reckoning
- 2020: The Intergalactic Adventures of Max Cloud (Max Cloud)
- 2021: Castle Falls
- 2021: One Shot – Mission außer Kontrolle (One Shot)
- 2022: Day Shift
- 2022: Accident Man: Hitman’s Holiday
- 2023: John Wick: Kapitel 4 (John Wick: Chapter 4)
- 2024: One More Shot
- 2024: The Killer’s Game
- 2024: Take Cover